# Nora Ariffin
Nora Ariffin lub Nora J, właśc. Wan Norafizah Ariffin (ur. 26 lipca 1973 w Kota Bharu) – malezyjska piosenkarka.
W 1991 r. wygrała konkurs Bintang HMI. Debiutowała w 1994 r. albumem pt. Sandiwara. Jej utwór „Di Persimpangan Dilema” (skomponowany przez Adnana Abu Hassana) stał się lokalnym przebojem, a w przeciągu wielu lat był nagrywany i popularyzowany przez różnych artystów. Popularność zyskał również w sąsiedniej Indonezji, gdzie został wykonany przez piosenkarki Krisdayanti i Terry Shahab.
W 2001 r. otrzymała nagrodę AIM (Anugerah Industri Muzik) za album Kirana (w kategorii najlepszy album popowy).
Jej mężem był kompozytor Johan Nawawi (zm. 2017).

## Dyskografia (wybór)
Albumy solowe
- 1994: Sandiwara
- 1995: Debaran
- 1996: Naluri
- 2000: Kirana
- 2002: Nora Nora
- 2012: Hikmah